# Cyligramma simplex
Cyligramma simplex är en fjärilsart som beskrevs av George Francis Hampson. Cyligramma simplex ingår i släktet Cyligramma och familjen nattflyn. Inga underarter finns listade i Catalogue of Life.